# Медоу (Техас)
Медоу (англ. Meadow) — місто (англ. town) в США, в окрузі Террі штату Техас. Населення — 601 особа (2020).

## Географія
Медоу розташований за координатами 33°20′16″ пн. ш. 102°12′21″ зх. д. / 33.33778° пн. ш. 102.20583° зх. д. (33.337725, -102.205857).  За даними Бюро перепису населення США в 2010 році місто мало площу 4,16 км², уся площа — суходіл.

## Демографія
Згідно з переписом 2010 року, у місті мешкали 593 особи в 207 домогосподарствах у складі 163 родин. Густота населення становила 142 особи/км².  Було 236 помешкань (57/км²).
Расовий склад населення:
| - 84,1 % — білих - 0,5 % — корінних американців - 14,2 % — осіб інших рас |

До двох чи більше рас належало 1,2 %. Частка іспаномовних становила 59,5 % від усіх жителів.
За віковим діапазоном населення розподілялося таким чином: 28,7 % — особи молодші 18 років, 58,0 % — особи у віці 18—64 років, 13,3 % — особи у віці 65 років та старші. Медіана віку мешканця становила 36,8 року. На 100 осіб жіночої статі у місті припадало 98,3 чоловіків;  на 100 жінок у віці від 18 років та старших — 100,5 чоловіків також старших 18 років.
Середній дохід на одне домашнє господарство  становив 58 427 доларів США (медіана — 54 500), а середній дохід на одну сім'ю — 63 070 доларів (медіана — 55 000). Медіана доходів становила 31 250 доларів для чоловіків та 35 000 доларів для жінок. За межею бідності перебувало 30,9 % осіб, у тому числі 41,2 % дітей у віці до 18 років та 11,0 % осіб у віці 65 років та старших.
Цивільне працевлаштоване населення становило 302 особи. Основні галузі зайнятості: освіта, охорона здоров'я та соціальна допомога — 27,5 %, сільське господарство, лісництво, риболовля — 13,9 %, будівництво — 11,9 %, науковці, спеціалісти, менеджери — 11,3 %.